# Beinn nan Aighenan
Beinn nan Aighenan är ett berg i Storbritannien.   Det ligger i kommunen Argyll and Bute och riksdelen Skottland, i den nordvästra delen av landet, 600 km nordväst om huvudstaden London. Toppen på Beinn nan Aighenan är 960 meter över havet, eller 356 meter över den omgivande terrängen. Bredden vid basen är 3,0 km.
Terrängen runt Beinn nan Aighenan är huvudsakligen kuperad.Runt Beinn nan Aighenan är det mycket glesbefolkat, med 2 invånare per kvadratkilometer. Närmaste större samhälle är Ballachulish, 18,9 km norr om Beinn nan Aighenan. Trakten runt Beinn nan Aighenan består i huvudsak av gräsmarker.